# Andrew Dice Clay
Andrew Dice Clay, pseudoniem van  Andrew Clay Silverstein (Brooklyn, 29 september 1957), is een Amerikaanse komiek en acteur.

## Biografie

### Jeugd
Andrew Clay Silverstein werd geboren in Brooklyn als de zoon van Jacqueline en Fred Silverstein. Hij groeide op in een joodse familie in Sheepshead Bay, een buurt in Brooklyn. Zijn vader Fred was een vastgoedmakelaar en bokser en werd later de manager van zijn zoon. In zijn jeugd leerde Andrew drummen. Hij ging naar James Madison High School en studeerde later ook aan Kingsborough Community College. Eind jaren 1970 was hij in de Catskills werkzaam als drummer.

### Begin carrière
In 1978 deed hij een auditie in Pips, een comedy club in Sheepshead Bay. Hij imiteerde onder meer John Travolta in Grease en Jerry Lewis in The Nutty Professor. Een week later mocht hij in de club optreden onder de naam Andrew Clay. Uiteindelijk wist hij zich op te werken tot de belangrijke comedy clubs van Manhattan. Zo mocht hij optreden in The Improv, Catch a Rising Star en Dangerfield's. In de jaren 1980 verhuisde hij naar Los Angeles. Daar werd hij opgevangen door Mitzi Shore, eigenares van The Comedy Store. Via zijn optredens in de befaamde comedy club versierde hij gastrollen in de televisieseries M*A*S*H en Diff'rent Strokes. Later was hij ook te zien in de komische films Making the Grade (1984), Pretty in Pink (1986) en Casual Sex? (1988). Van 1986 tot 1988 had hij ook een terugkerende rol in de misdaadserie Crime Story.

### Doorbraak en succes
Ondanks de verschillende acteeropdrachten besloot Clay om zijn carrière als stand-upcomedian verder uit te bouwen. Voor zijn optredens creëerde hij het alter ego Andrew Dice Clay, dat gebaseerd was op zijn personage Dice in Making the Grade. De vaak vrouwonvriendelijke humor van de grofgebekte, stereotiepe Italo-Amerikaan Dice werd in korte tijd een groot succes. Clay verklaarde later dat hij Dice zag als een rockster, de Elvis van de stand-upcomedy. Zijn grote doorbrak als Dice kwam er in 1988, toen hij zeven minuten mocht optreden in de comedy special Nothin' Goes Right van de bekende komiek Rodney Dangerfield. Via de special ontmoette hij ook Dennis Arfa, die zijn belangenvertegenwoordiger zou worden. 
Aan het einde van de jaren 1980 nam de populariteit van de controversiële Dice zienderogen toe. Zijn optredens werden regelmatig bijgewoond door enthousiaste fans die hem als een rockster behandelden en hem tijdens zijn show luidkeels toejuichten. In 1989 ging zijn eerste special, getiteld The Diceman Cometh, in première op HBO. Een jaar later kreeg Clay ook de hoofdrol in de komedie The Adventures of Ford Fairlane. Bovendien werd hij in 1990 ook de eerste komiek die erin slaagde om Madison Square Garden twee avonden op rij uit te verkopen.

### Latere carrière
Hoewel de populariteit van zijn Dice-persona afnam, bracht hij in 1995 nog de HBO-special Assume the Position uit. Datzelfde jaar verscheen hij ook in de sitcom Bless This House, waarin hij de luie, sarcastische postmedewerker Burt Clayton vertolkte. Met de komische serie van CBS probeerde hij zijn imago op te poetsen. De show werd een flop en werd na zestien afleveringen geannuleerd. In 1997 verscheen hij in de sitcom Hitz, maar die reeks werd al na tien afleveringen stopgezet. In 2007 verscheen de realityserie Dice: Undisputed, waarin de komiek gedurende zes afleveringen gevolgd werd door zender VH1.
In 2011 had Clay een gastrol in de serie Entourage. Datzelfde jaar verscheen hij ook als zichzelf in de sitcom Raising Hope. In december 2012 zond Showtime de special Indestructible uit. 
In 2013 verscheen hij aan de zijde van actrice Cate Blanchett in de film Blue Jasmine van regisseur Woody Allen. Blanchett won voor haar vertolking een Academy Award. Voor Clay was het zijn eerste filmrol in twaalf jaar. Nadien werkte hij ook mee aan de HBO-serie Vinyl (2016).

## Privéleven
Clay was van 1984 tot 1986 getrouwd met Kathy Swanson. In 1992 huwde hij Kathleen "Trini" Monica, een serveerster. Het koppel kreeg twee zonen: Maxwell Lee en Dillon Scott. In 2002 gingen Clay en Monica uit elkaar. In 2010 trouwde hij in Las Vegas met Valerie Vasquez. De twee gingen vier jaar later opnieuw uit elkaar. Zijn zonen vormen samen de muziekgroep LA Rocks.

## Discografie
- ADC: The Mixtape That Hates You (1988)
- Dice (1989)
- The Day the Laughter Died (1990)
- Dice Rules (1991)
- 40 Too Long (1992)
- The Day the Laughter Died, Part II (1993)
- No Apologies (1993)
- Filth (1999)
- Face Down, Ass Up (2000)
- Indestructible (2012)

Voor de albums The Day the Laughter Died en ''The Day the Laughter Died, Part II werkte Clay samen met de bekende muziekproducent Rick Rubin.